# 美士基打
美士基打 （又譯味士基打軍曹，1818年7月9日—1880年3月20日），著名軍人，澳門土生葡人軍官。
美士基打因其在白沙嶺事件中的核心角色而被廣受紀念。白沙嶺事件是於1849年8月25日爆發的軍事衝突，當時清朝軍隊包圍澳門，美士基打率領葡萄牙軍隊擊敗清兵，並佔領關閘。

## 生平
美士基打以美副將一名廣為人知。他於1818年7月9日在澳門出生，其家族為十八世紀上半葉定居澳門的古老土生葡人家族。
1835年6月9日，美士基打自願參軍，並加入了「攝政王」營，及後於1847年7月15日晉升為少尉。

### 白沙嶺事件
在1849年8月22日，因澳門總督亞馬留推行加強葡萄牙對澳門主權的強硬政策，一群中國村民在關閘附近將其刺殺。亞馬留遇刺後，清朝軍隊隨即開始在關閘附近的白沙嶺炮台集結。根據澳門各個炮台的哨兵計算，當時白沙嶺炮台內集結了約500名士兵，而炮台周邊則集結了約1500名炮兵。
其後，清軍開始使用20門大炮對關閘進行炮轟，而當時關閘只有配備3門大炮，以及由120名葡兵駐守，在澳門居住的葡萄牙人和土生葡人陷入恐怖之中。1849年8月25日，「澳門政府委員會」（總督遇刺後攝理其職務）任命美士基打少尉組織和率領32名志願兵，攜同一門迫擊炮對白沙嶺炮台進行反攻。雖然迫擊炮僅發一炮就因後座力而損壞炮架輪子，無法再用，但是這枚砲彈落在清軍之中，使得清軍驚惶失措。同時，清軍因見到葡軍中的非洲裔士兵後，以為看見了魔鬼，紛紛倉皇逃跑。美士基打與32名志願兵乘機將清軍擊退。這場短暫的戰鬥是到目前為止，「在四個多世紀以來，南中國與澳門之間的唯一一次重大對抗」。
由於美士基打的英勇表現，他於1850年1月12日晉升為中尉，其後再於1867年2月7日再次晉升為中校，並最後於1873年10月27日晉升為上校。在其軍旅生捱中，美士基打曾擔任氹仔炮台、媽閣聖地牙哥炮台和大炮台的指揮官，以及政府委員會和軍事司法委員會的成員。

### 晚年、逝世和葬禮

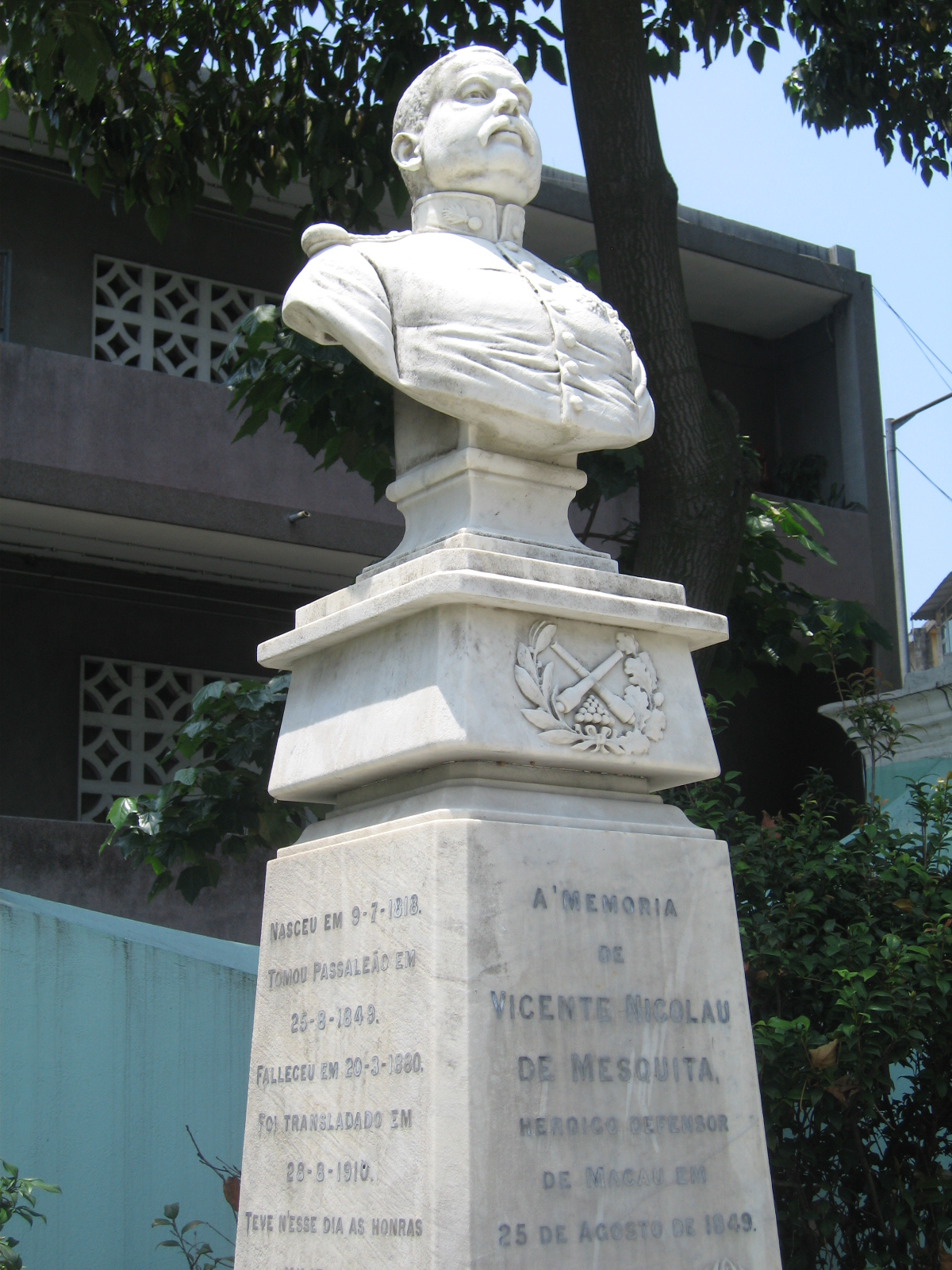
美士基打在聖味基墳場之墓

然而，美士基打抱怨因其土生葡人身分在軍中晉升緩慢和不當，以及未能得到官方承認其保護澳門的功績，而變得十分沮喪。最後，導致其患上嚴重的神經衰弱，並於1873年11月27日被迫正式退休。
即使退休後，美士基打的神經衰弱仍沒有好轉。1880年3月20日，美士基打再次發病時，重傷了其兩名兒子，以及殺害了其妻子和女兒。該悲劇發生後，美士基打自殺，其屍體在澳門舊城區內的亞婆井街1號的水井中被發現。
由於美士基打的死狀可怕，澳門總督拒絕為其舉行軍人葬禮，而澳門市議會亦拒絕為其舉行天主教葬禮。30年後，由於民間認為美士基打在澳門歷史中有重要地位，認為其「保護澳門有功」，因此為其平反，並於1910年8月28日以軍禮將其遷葬舊西洋墳場。

## 紀念
現在位於澳門半島中部的美副將大馬路（Avenida do Coronel Mesquita）、美上校里（即現在信譽蓮峰正門位置，於2021年8月6日被市政署市政管理委員會取消）、美上校圍、美副將街和美副將巷、及位於氹仔的美副將馬路（Estrada Coronel Nicolau de Mesquita），全是紀念他而命名的。
在1940年7月24日，澳門議事公局在議事亭前地樹立了美士基打銅像，以紀念其在白沙嶺事件之功績。銅像劍拔趾揚，面向市政廳大樓；至1966年「一二·三事件」中被華人群眾以貨車拉倒，後在宵禁時由澳葡政府搬離存放；至1986年由時任澳督高斯達贈與葡萄牙奧埃拉什的Associação de Comandos（突擊隊協會）安放並展出。

## 影视形象
- 2004年澳门电视剧《铁血莲花》中葡萄牙少校军官一角（剧中名卡洛斯）